# Kuolema Tekee Taiteilijan
《Kuolema Tekee Taiteilijan》是芬兰交响金属乐团夜愿专辑《Once》的第三张单曲。专辑由斯潘法姆唱片于2004年11月24日随白金版《Once》一起发行。单曲仅在日本和芬兰发行。
《Kuolema Tekee Taiteilijan》是芬兰语“死亡创造艺术家”的意思。在纪录片《A Day Before Tomorrow》的尾声中可以听到管弦乐/器乐版的《Kuolema Tekee Taiteilijan》。
虽然前夜愿主唱安妮特·奥尔森不能说一口流利的芬兰语，但其在斯德哥尔摩Kulturfestival上在没有乐队的情况下，配以管弦乐伴奏演唱了此歌曲。

## 曲目列表
1. Kuolema Tekee Taiteilijan
2. Symphony of Destruction（现场Megadeth版）
3. Creek Mary's Blood（声乐编曲）
4. Where Were You Last Night（仅限日本版）
5. Wish I Had an Angel （样本音乐）（仅限日本版）
6. Ghost Love Score（声乐版）（仅限日本版）

## 演出人员
- Tarja Turunen－女高音
- 伦敦爱乐乐团－声乐与合唱